# 邁爾斯通海崖
67°38′S 68°45′W / 67.633°S 68.750°W
邁爾斯通海崖（英語：Milestone Bluff），是南極洲的海崖，位於葛拉漢地的阿德萊德島南部，處於利奧塔爾山西南面，海拔高度約830米，在1964年由英國南極名稱諮詢委員會命名，現時由南極條約體系管理。

## 外部連結
. . United States Geological Survey.   [2013-09-25].